# Chocolate Damashii
Singles de Aya Matsuura
Kizuna
(2008)
Chocolate Damashii (チョコレート魂) est le 21e single en solo de Aya Matsuura, sorti le 11 février 2009 au Japon sous le label Zetima, dans le cadre du Hello! Project.

## Présentation
Le single atteint la 19e place du classement de l'Oricon. Il se vend à 4 028 exemplaires la première semaine, et reste classé pendant 2 semaines, pour un total de 4 795 exemplaires vendus. C'est alors son disque le moins vendu. Il sort également en format "Single V" (DVD).
Le disque sort pour célébrer la Saint-Valentin. La chanson-titre figurera sur la compilation de fin d'année du Hello! Project Petit Best 10, mais ne figurera pas sur le prochain album de la chanteuse, Click You Link Me de 2010. C'est son dernier disque dans le cadre du Hello! Project, elle quittera en effet cette écurie (selon le système des "graduation") le mois suivant ; elle continuera cependant sa carrière avec la compagnie Up-Front et son label zetima.

## Liste des titres
Toutes les paroles sont écrites par Yoshiko Miura, toute la musique est composée par Taiyo Yamazawa et arrangée par Seiji Muto.
| 1. | Chocolate Damashii (チョコレート魂) | 4:59 |
| 2. | Gatsun (ガツン)                     | 4:23 |
| 3. | Chocolate Damashii (Instrumental)   | 4:55 |

| 1. | Chocolate Damashii (チョコレート魂)                                       |  |
| 2. | Chocolate Damashii (Sweet Ayaya Ver.) (チョコレート魂 (Sweet Ayaya Ver.)) |  |
| 3. | Making of (メイキング映像)                                                |  |